# Lester Engineering
Die Lester Engineering Company war ein britischer Hersteller von Cyclecars, der in Shepherd’s Bush (London) ansässig war. Nur im Jahr 1913 stellten sie ein Cyclecar mit dem Namen Lester her.
Der Wagen wurde von einem luftgekühlten V2-Motor von J.A.P. oder Precision mit 8 PS angetrieben, der mit einem Reibradgetriebe verbunden war, von dem aus Riemen zu den Hinterrädern führten. Die Fahrzeuge wurden als Ein- und Zweisitzer ausgeliefert.